# Mistral Express
Die Mistral Express war eine Fähre der marokkanischen Reederei Comanav, die 1981 als Esterel für die Société nationale maritime Corse Méditerranée in Dienst gestellt wurde. Das Schiff blieb bis Januar 2012 in Fahrt und wurde nach vier Jahren Liegezeit 2016 im türkischen Aliağa abgewrackt.

## Geschichte
Die Esterel wurde am 16. Juli 1979 unter der Baunummer 162 bei Dubigeon-Normandie in Nantes bestellt und am 26. September 1980 vom Stapel gelassen. Nach ihrer Taufe und der anschließenden Ablieferung an die Société nationale maritime Corse Méditerranée am 15. Mai 1981 nahm das Schiff im selben Monat den Fährdienst zwischen Marseille, Korsika und Tunis sowie zwischen Sète und Oran auf.
In ihrer Dienstzeit wurde die Esterel zweimal von der französischen Regierung gechartert: 1984 für einen Einsatz im Libanon und 1990 für den Transport von Truppen zwischen Toulon und Yanbu. Im Februar 1997 beendete das Schiff seinen Dienst für die Société nationale maritime Corse Méditerranée und wurde ab Juni 1997 als Mistral zwischen Nador und Almería von der Reederei FerriMaroc eingesetzt.
Im März 2005 ging die Mistral unter dem Namen Mistral Express an die marokkanische Reederei Comanav, die sie ab April desselben Jahres weiterhin zwischen Nador und Almería einsetzten. Im März 2011 beteiligte sich das Schiff an der Evakuierung von Flüchtlingen aus Tripolis. Nach der Insolvenz von Comanav wurde die Mistral Express im Januar 2012 ausgemustert und in Nador aufgelegt.
Nach mehr als vier Jahren Liegezeit ging das Schiff im Juni 2016 zum Abwracken an die Abbruchwerft von Aliağa in der Türkei, wo es am 27. Juni eintraf.
Das Schwesterschiff der Mistral Express ist die 1983 in Dienst gestellte Corse, die noch bis Mai 2016 in Fahrt blieb und seitdem aufliegt.